# DESEO東京
DESEO東京（デセオトウキョウ）は、東京都足立区を拠点とするサッカークラブである。
前身である佐川コンピューター・システム株式会社サッカー部、SGシステム株式会社サッカー部、前名称であるヴォロンテールFC（ヴォロンテールエフシー Volontaire FC、VFC東京）についても本項で述べる。

## 概要・歴史

### 佐川コンピューター・システム/SGシステムサッカー部時代
佐川急便（SGホールディングス）グループの一員である佐川コンピューター・システム（後のSGシステム）株式会社のサッカー部として、木村智徹が発起人となり2002年に創部。当時日本フットボールリーグ（JFL）に所属し、会社による強化が行われていた佐川急便東京サッカー部（佐川東京）を退団し「社業に専念」となった社員選手の新しいチームとしても選択された。
東京都リーグ登録前の2005年、第12回全国クラブチームサッカー選手権大会に関東地区代表として出場し優勝を果たす。
当初よりJFLなど上位リーグ経験のある選手が所属していたことに加え、2006年シーズン後に佐川東京が同企業内の佐川急便大阪サッカー部と合併して滋賀県に本拠地を移転（佐川急便SC、後のSAGAWA SHIGA FC）したこともあり、佐川東京あるいはSAGAWA SHIGAでJFLを経験した選手が複数入団・在籍した。これらの選手を中心に戦力の強化に成功し、リーグ初登録の2006年から3年連続で東京都リーグ4部、3部、2部 を優勝し昇格を達成した。
また2007年には東京都リーグ3部所属ながら地区予選を勝ち抜き、関東代表の一角として第43回全国社会人サッカー選手権大会に出場を果たした。大会本戦では1回戦で延長の末、四国リーグ所属のカマタマーレ讃岐に敗れている。
東京都リーグ1部に昇格した2009年シーズンは3位に終わったが、初めて出場権を得た関東社会人サッカー大会で優勝し、関東リーグ2部昇格を果たす。
2010年、社名変更に伴いSGシステム株式会社サッカー部に改称。混戦となった関東リーグ2部において、最終節を前に3位につけていたが、最終節に敗れ8チーム中6位。1部昇格の対象となる2位から最下位までの勝ち点差がわずかに2という僅差のなか、残留圏内の順位でシーズンを終えた。しかし流通経済大学FCのJFLから関東リーグへの降格に伴い、関東社会人サッカー大会2位のSC相模原と入替戦を行うこととなった。この入替戦で延長の末に敗れ、東京都リーグ1部へ降格となった。なおこのシーズン、FWの根本知治が11ゴールを上げて関東リーグ2部得点王、DF石川清司と共にベストイレブンを受賞した。

### クラブチーム化後
2011年よりSGシステム株式会社を離れ、クラブチームに改編。当時の監督・選手が中心となり他チームの選手を加えてヴォロンテールFC、登録チーム名をVFC 1st（2013年よりVFC東京）として活動を開始した。クラブカラーも佐川時代の青（ ）からオレンジ（ ）と黒（ ）となった。2017年に東京都リーグ2部に降格。
2018年、クラブ名をDESEO東京に変更。DESEOはスペイン語で「願い」を意味する。クラブカラーは紺（ ）とオレンジ（ ）となった。
2022年は成績が低迷し東京都リーグ3部に降格となったが、翌2023年は3部を無敗で制し、1年で2部に復帰した。

## 戦績
| 年度 | 所属               | 順位 | 勝点 | 試合 | 勝 | 分 | 敗 | 得 | 失 | 差  |
| 2006 | 東京都4部9ブロック | 優勝 | 18   | 6    | 6  | 0  | 0  | 52 | 2  | 50  |
| 2007 | 東京都3部4ブロック | 優勝 | 27   | 9    | 9  | 0  | 0  | 42 | 6  | 36  |
| 2008 | 東京都2部2ブロック | 優勝 | 31   | 12   | 10 | 1  | 1  | 33 | 10 | 23  |
| 2009 | 東京都1部          | 3位  | 29   | 13   | 9  | 2  | 2  | 37 | 13 | 24  |
| 2010 | 関東2部            | 6位  | 18   | 14   | 6  | 0  | 8  | 27 | 24 | 3   |
| 2011 | 東京都1部          | 10位 | 15   | 14   | 4  | 3  | 7  | 27 | 34 | -7  |
| 2012 | 東京都1部          | 4位  | 26   | 13   | 8  | 2  | 3  | 32 | 22 | 10  |
| 2013 | 東京都1部          | 4位  | 22   | 13   | 7  | 1  | 5  | 42 | 35 | 7   |
| 2014 | 東京都1部          | 7位  | 23   | 14   | 7  | 5  | 2  | 25 | 26 | -1  |
| 2015 | 東京都1部          | 9位  | 18   | 14   | 5  | 3  | 6  | 25 | 26 | -1  |
| 2016 | 東京都1部          | 14位 | 5    | 13   | 1  | 2  | 10 | 14 | 48 | -34 |
| 2017 | 東京都2部1ブロック | 6位  | 22   | 13   | 7  | 1  | 5  | 24 | 21 | 3   |
| 2018 | 東京都2部2ブロック | 6位  | 19   | 13   | 6  | 1  | 6  | 31 | 27 | 4   |
| 2019 | 東京都2部3ブロック | 8位  | 18   | 13   | 5  | 3  | 5  | 21 | 19 | 2   |
| 2020 | 東京都2部2ブロック | 7位  | 6    | 6    | 1  | 3  | 2  | 7  | 11 | -4  |
| 2021 | 東京都2部1ブロック | 7位  | 24   | 14   | 7  | 3  | 4  | 24 | 24 | 0   |
| 2022 | 東京都2部1ブロック | 14位 | 14   | 15   | 4  | 2  | 9  | 34 | 40 | -6  |
| 2023 | 東京都3部1ブロック | 優勝 | 31   | 11   | 10 | 1  | 0  | 43 | 8  | 35  |
| 2024 | 東京都2部3ブロック | 12位 | 12   | 14   | 3  | 3  | 8  | 17 | 36 | -19 |

## タイトル

### カップ戦
- 2005年 第12回全国クラブチームサッカー選手権大会初出場・優勝
- 2007年 第43回全国社会人サッカー選手権大会初出場
- 2009年 第43回関東社会人サッカー大会初出場・優勝

## 歴代監督
- 木村智徹 (2002-2007年、2014年-)
- 梶山洋一 (2008-2013年)

## 歴代所属選手
- 梶山洋一
- 長谷川紳
- 津村典明
- 井上公平
- 川村亮介
- 河合崇泰
- 石川清司